# پشتوی جنوبی
پشتوی جنوبی (پشتو: جنوبي/سهيلي پښتو) شامل گویش‌های جنوب غربی (پشتو: سهيل لوېديزه پښتو) و جنوب شرقی (پشتو: سهيل ختيځه پښتو) زبان پشتو می‌شود.